# ナジ・イムレ

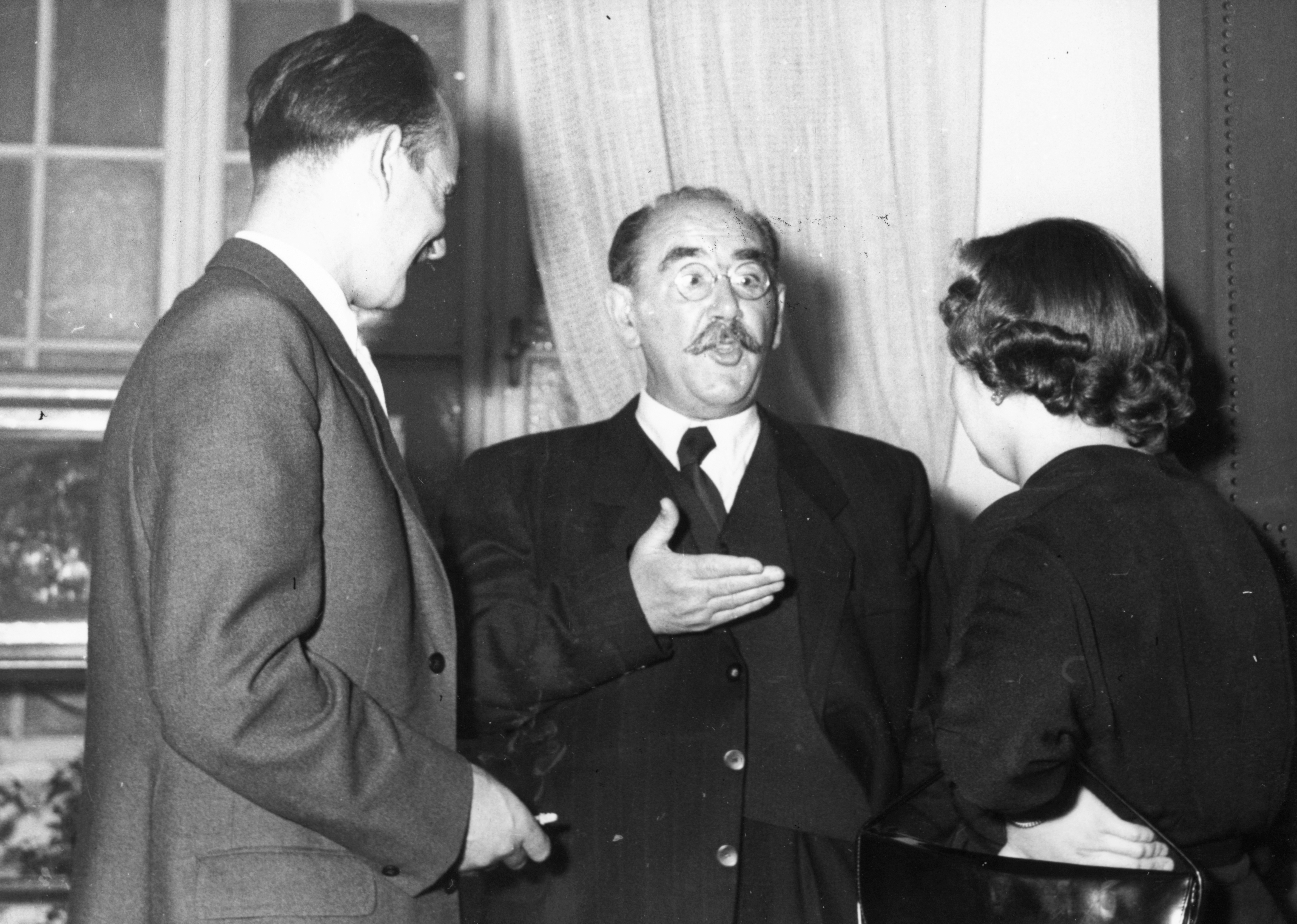
ナジ・イムレ(1956年）

ナジ・イムレ（Nagy Imre, 1896年6月7日 - 1958年6月16日）は、ハンガリー人民共和国の政治家。同国第3・第5代閣僚評議会議長（首相：1953年 - 1955年・1956年）。
ソ連の衛星国であったハンガリー人民共和国において、スターリンの死によって失脚したラーコシ・マーチャーシュの後任として第3代閣僚評議会議長に就任し、経済政策の見直しに着手するも、ラーコシなどスターリン主義派の巻き返しに遭い一旦は辞任を余儀なくされる。その後、1956年のハンガリー動乱勃発時に復権して第5代閣僚評議会議長に就任し、一党独裁体制の解体・ワルシャワ条約機構からの脱退とハンガリーの中立表明といった民主化・自由化政策を推進したが、それを阻止しようとしたソ連軍が同年11月4日にブダペスト市内へ突入し、ハンガリー軍や市民義勇軍と市街戦を展開した。 同日中にはソ連を後ろ盾とするカーダール政権の誕生が宣言され、ハンガリー国内の抵抗も約1週間で鎮圧された。ナジ自身も国家転覆罪に問われ、2年後の1958年6月16日に処刑された。

## 第二次世界大戦前
ナジはハンガリー西部のカポシュヴァールで日雇い農家の家に生まれた。石工見習いを経て第一次世界大戦に従軍、東部戦線に赴くがロシアの捕虜となりロシア革命を経験した。これを機縁として赤軍に参加し、（チェーカーの内部資料によれば）ニコライ2世の処刑にも関与したと言われている。
1919年にはクン・ベーラ率いるハンガリー評議会共和国の樹立に関与するが、ソ連に戻って農業調査にかかわりながらコミンテルンのハンガリー代表を務める。

## 第二次世界大戦後からハンガリー動乱まで
戦後ソ連軍によってハンガリーが占領されつつある中、ナジはハンガリー共産党の一員としてハンガリー臨時国民政府に参加して農業大臣を務めた。共産党はハンガリー民主党を吸収してハンガリー勤労者党と改組され、ハンガリー人民共和国の指導政党となった。
1953年6月、ヨシフ・スターリンの死によって失脚したラーコシ・マーチャーシュの後任として首相に就任した。スターリンの死後、緩み始めたハンガリーの共産主義に対し、民衆は低賃金問題や食糧難に喘ぐ組織的なストライキを決行。更に、ブダペスト重工業、軽工業地帯でもストライキが相次いだ。こうした自国の危機的状況を重く見たナジは政策の路線を一新した。まず困窮する国民の生活を改善しようとし、社会主義の象徴の一つでもあった農業集団化制度を緩める。更に、宗教に対する厳しい締め付けを緩和。強制収容所を廃止した。しかし、その西側資本主義陣営的なやり方はすぐにスターリン主義者達との対立を招いた。その結果、1955年4月に首相退陣に追い込まれ同年11月、勤労者党から除名されてしまう。
ところが徐々に民主化、言論の自由を求める声が高まっていく中、再びナジを政権に戻そうという意見が国民に広まった。1956年に党に復帰し、同年ハンガリー動乱が勃発すると首相に復職。社会主義者や反共民族主義者との連立政権を組織し、一党独裁体制の解体・ワルシャワ条約機構からの脱退とハンガリー中立の表明など次々と民主化・自由化政策を打ち出した。しかし、一度は手を引いていたソ連軍が再び侵攻を開始しブダペストを占領するという暴挙に至った。結果、ナジはユーゴスラヴィアの大使館に逃れた。
ナジはその後、交渉のため安全と自由を保障された上で大使館を出たところをソ連軍によって拘束され、ルーマニアにその身柄を移された後KGBによる秘密裁判で1958年6月16日、絞首刑に処された。満62歳没。ナジの遺体はブダペスト郊外の市立墓苑に埋葬された。

## 処刑後
ナジに取って代わったカーダール・ヤーノシュは、デモ隊など自由民主化を求める動きを徹底弾圧した。動乱が収まった後、カーダール政権は自主管理の導入など融和政策を取ったものの、ナジはあくまで共産主義を裏切った反党分子として扱われていた。彼が名誉回復されるのは、ソ連でのペレストロイカとその影響によるハンガリー民主化運動を待たなければならなかった。
1989年6月16日にナジの遺体の再埋葬式が執り行われ、その際にハンガリー社会主義労働者党は、「ハンガリー史において重要な人物であり、国家救済の為に闘いスターリン主義を抑え、不正を許さず反革命と闘った。彼は道筋は誤ったが、民主的複数政党制を認める社会主義の道と一体化した」と声明を発し、事実上ナジの名誉回復を行った。
ブダペストのマートリスト広場にナジの銅像が建てられていたが、2019年5月に、同市内のヤーサイ・マリ広場に移設された。またパリのペール・ラシェーズ墓地には、ナジの慰霊碑が建てられている。

## 著書
- 共産主義について（1958年、鏡浦書房、翻訳：小山田義文、有田昌哉）